# Saint-Clément (Meurthe-et-Moselle)
Saint-Clément ist eine französische Gemeinde mit 850 Einwohnern (Stand 1. Januar 2022) im Département Meurthe-et-Moselle in der Region Grand Est. Sie gehört zum Arrondissement Lunéville und zum Gemeindeverband Territoire de Lunéville à Baccarat.

## Geografie
Die Gemeinde Saint-Clément liegt an der Meurthe, etwa zehn Kilometer südöstlich von Lunéville im Süden des Départements Meurthe-et-Moselle.
Das 16,4 km² große Gemeindegebiet ist zum einen durch das breite Meurthetal gekennzeichnet, das intensiv landwirtschaftlich genutzt wird. Den zweiten großen Naturraum bildet der Forêt de Mondon, der Teil eines ca. 30 km² großen, zusammenhängenden Waldgebietes ist. Das Waldgebiet liegt durchschnittlich 50 Meter über dem Meurthetal und trennt es vom Tal der Vezouze. Nachbargemeinden von Saint-Clément sind: Laronxe, Moncel-lès-Lunéville, Thiébauménil und Bénaménil im Norden, Buriville im Osten, Chenevières und Flin im Südosten, Vathiménil im Süden sowie Fraimbois im Nordwesten. Von 1818 bis 1834 war das Gebiet der Gemeinde Laronxe i Teil von Saint-Clément.

## Geschichte
Ursprünglich hieß das Dorf Sériménil das aus wenigen Häusern und einer Kirche bestand. Nach dem Fund einer Quelle, die dem Heiligen Clemens, einem Märtyrer aus dem 1. Jahrhundert, gewidmet wurde, benannte man den Ort nach dem Heiligen um. Im Mittelalter fiel der Ort nach Ausbruch der Pest für mehrere Jahre wüst. Teile der danach neu errichteten Kirche in Saint-Clément aus dem 12. Jahrhundert sind noch heute erhalten.
1757 wurden in Saint-Clément Tonvorkommen entdeckt. Wie in der benachbarten Stadt Lunéville (Lünstadt) bereits ein Jahr zuvor, wurde 1758 von Jacques Kammer auch in Saint-Clément eine Steingutfabrik errichtet, die durch ihre Fayencen berühmt wurde und noch heute in Betrieb ist.

### Bevölkerungsentwicklung
| Jahr      | 1962 | 1968 | 1975 | 1982 | 1990 | 1999 | 2011 | 2022 |
| Einwohner | 757  | 806  | 779  | 897  | 876  | 833  | 845  | 850  |

Im Jahr 1831 wurde mit 1281 Bewohnern die bisher höchste Einwohnerzahl ermittelt. Die Zahlen basieren auf den Daten von cassini.ehess und INSEE.

## Sehenswürdigkeiten
- Kirche St. Clemens, bereits 1164 erstmals erwähnt

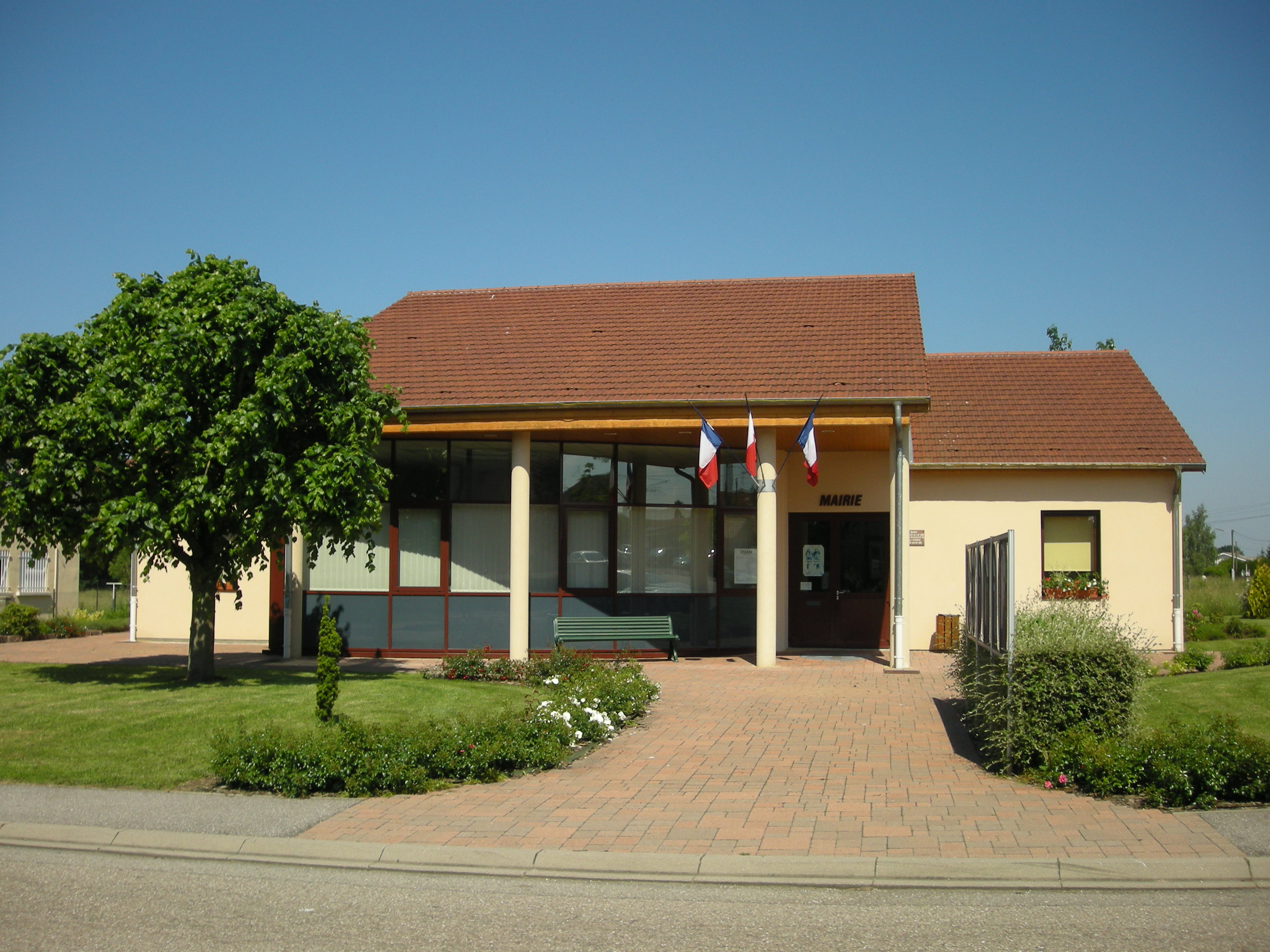
Mairie Saint-Clément
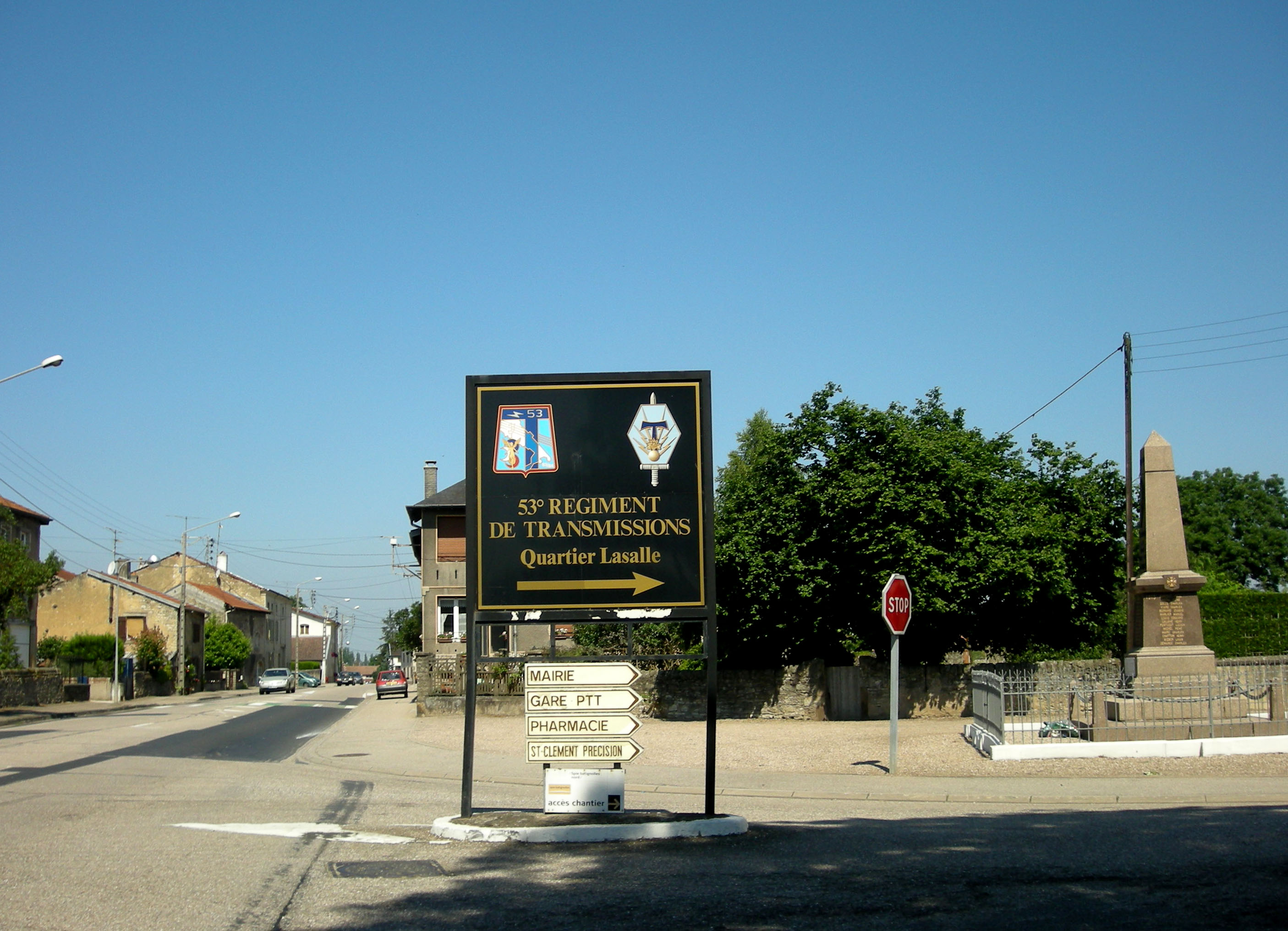
Ortszentrum mit dem Hinweisschild zum Militärgelände
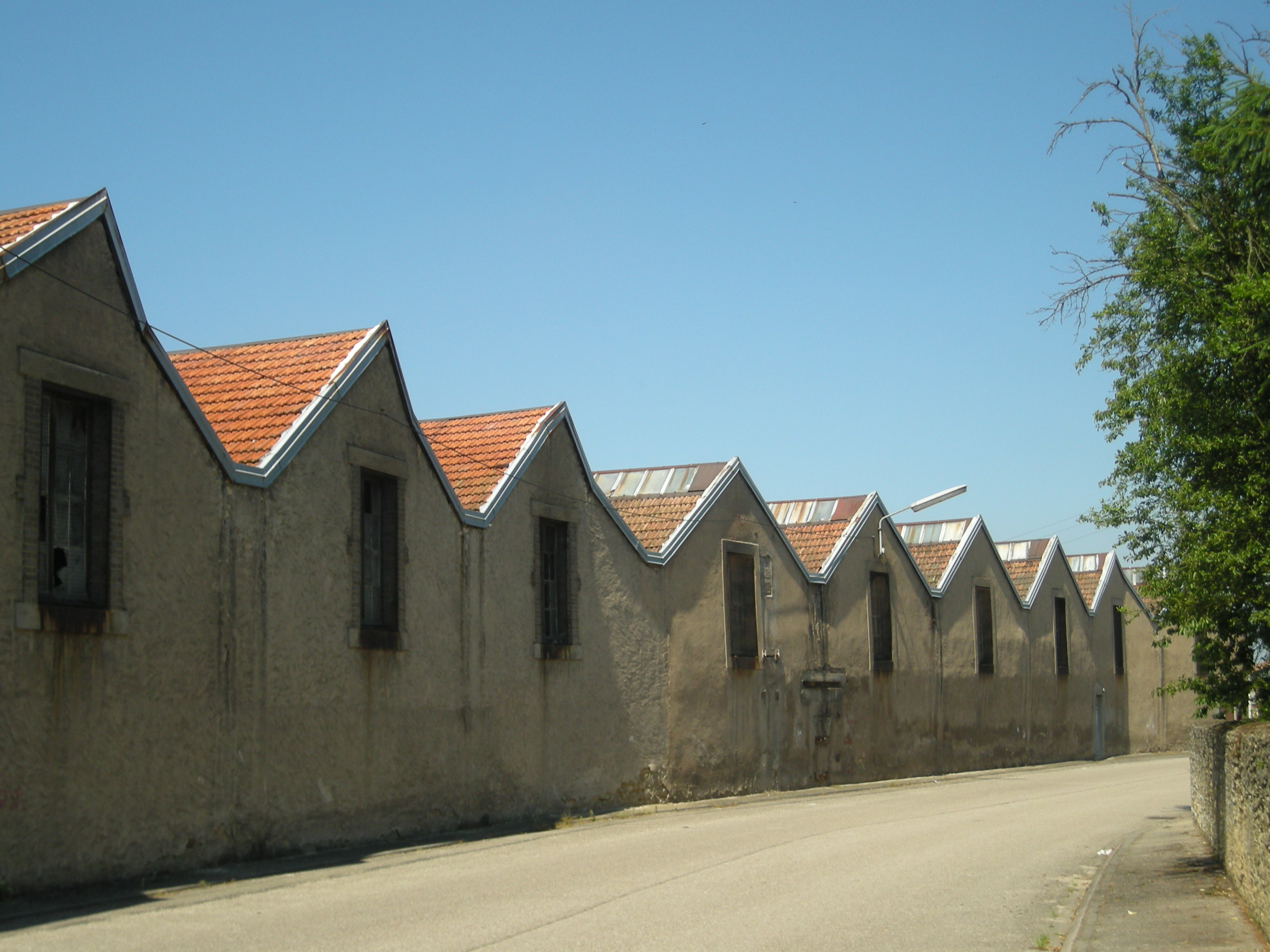
Steingutmanufaktur
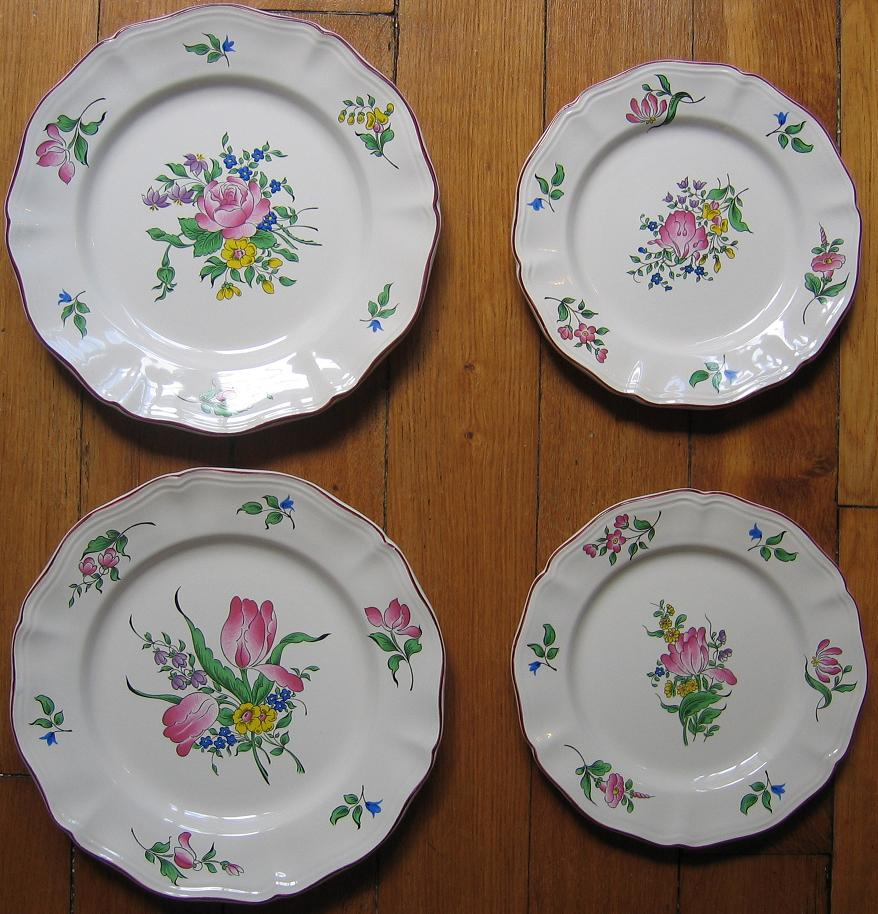
Fayencen aus der Saint-Clémenter / Lunéviller Manufaktur
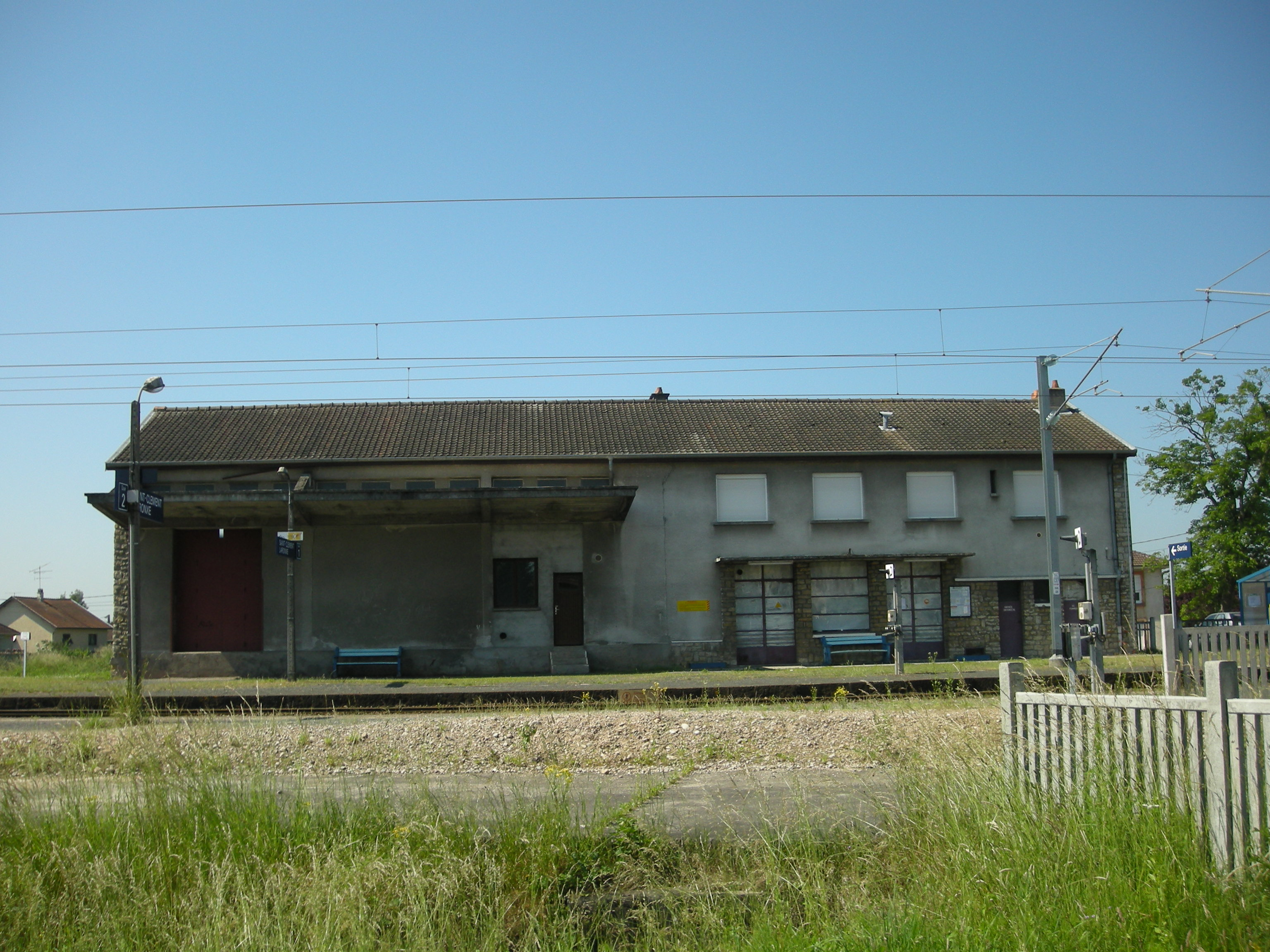
Altes Bahnhofsgebäude am Haltepunkt Saint-Clément-Laronxe

## Wirtschaft und Infrastruktur
In der Gemeinde sind sieben Landwirtschaftsbetriebe ansässig (Getreideanbau, Milchwirtschaft, Imkerei, Ziegen- und Schafzucht). Ein Teil der Einwohner von Saint-Clément lebt von kleinen Handwerksbetrieben oder arbeitet in der ansässigen Steingut-Manufaktur. Ein wichtiger Wirtschaftsfaktor ist der Standort des 53. Fernmelderegimentes (53e Régiment de Transmissions) im nahegelegenen Militärcamp Lasalle, hier arbeiten auch Zivilbeschäftigte aus Saint-Clément und Umgebung.

### Verkehrsanbindung
Durch Saint-Clément führte bis zur Fertigstellung der Ortsumgehung Anfang 2009 die teilweise autobahnähnlich ausgebaute Nationalstraße 59 von Lunéville über Saint-Dié-des-Vosges ins elsässische Sélestat. Eine weitere Straße verbindet Saint-Clément mit der Gemeinde Thiébauménil am Fluss Vezouze. Der Bahnhof Saint-Clément-Laronxe liegt an der Bahnlinie Nancy–Saint-Dié-des-Vosges, die von TER Grand Est betrieben wird.

## Belege
1. ↑  Ortsname auf cassini.ehess.fr
2. ↑  Geschichte der Gemeinde (Memento vom 5. September 2013 im Internet Archive) (französisch)
3. ↑  Saint-Clément auf cassini.ehess
4. ↑  Saint-Clément auf INSEE
5. ↑  Landwirtschaftsbetriebe auf annuaire-mairie.fr (französisch)